# Yūri Takeuchi
Yūri Takeuchi (japanisch 竹内 悠力 Takeuchi Yūri; * 29. September 2001 in der Präfektur Hyōgo) ist ein japanischer Fußballspieler.

## Karriere
Yūri Takeuchi erlernte das Fußballspielen in der Schulmannschaft der Koryo Gakuen High School sowie in der Universitätsmannschaft der Nippon Bunri University. Seinen ersten Vertrag unterschrieb er am 1. Februar 2024 beim FC Imabari. Der Verein aus Imabari spielte in der dritten Liga, der J3 League. In seiner ersten Spielzeit bestritt er 14 Drittligaspiele. Am Ende der Saison 2024 wurde er mit Imabari Vizemeister der dritten Liga und stieg somit in die zweite Liga auf. 

## Erfolge
FC Imabari
- Japanischer Drittligavizemeister: 2024  ▲